# Spadávka
Spadávka (též tisk na spad) je přesah dokumentu určeného pro tisk, který zamezí tomu, aby se u okraje objevil úzký proužek nepotištěné plochy. Spadávku je nutné použít pro všechny tiskoviny, kde má být barva až do kraje.
Dokument obsahující spadávku se vždy tiskne na tiskový arch větší, než je zamýšlený rozměr výsledné tiskoviny, a zpravidla musí obsahovat ořezové značky (buď viditelné nebo elektronické), dle kterých je při následném zpracování ořezán na požadovaný formát.
Nepsaným standardem je spadávka 3 – 5 mm široká. V závislosti na použité technologii tisku a na dalším zpracování může být vyžadována spadávka i větší, nebo naopak menší.
Doplňkem k tisku na spad je tisk „na zrcadlo“.